# Carlo Luigi di Anhalt-Bernburg-Schaumburg-Hoym
Carlo di Anhalt-Bernburg-Schaumburg-Hoym (Castello di Schaumburg, 16 maggio 1723 – Castello di Schaumburg, 20 agosto 1806) è stato un principe tedesco del casato d'Ascania del ramo di Anhalt-Bernburg e sovrano del principato di Anhalt-Bernburg-Schaumburg-Hoym.
Era il terzo figlio maschio, ma il secondo a sopravvivere di Vittorio I Amedeo Adolfo, Principe di Anhalt-Bernburg-Schaumburg-Hoym, e della sua prima moglie Carlotta Luisa, figlia di Guglielmo Maurizio, Conte di Isenburg-Büdingen-Birstein.

## Biografia
La morte del fratello maggiore il principe ereditario Cristiano nel 1758, lo rese il nuovo erede di Anhalt-Bernburg-Schaumburg-Hoym. Quattordici anni dopo, nel 1772, Carlo succedette infine al padre al governo del principato.
Morì nella propria città natale, nel 1806.

## Matrimonio e figli

### Primo matrimonio
Quando Carlo Luigi era appena un giovane ufficiale in un reggimento di servizio nei Paesi Bassi, si innamorò di Benjamine Gertrude Keiser [chiamata qualche volta Kaiserinn o Keyser] (Stevensweert, 1º gennaio 1729 - m. Belleville, nei pressi di Parigi, 6 gennaio 1787), figlia di un capitano d'esercito olandese. Senza il consenso del padre, Carlo Luigi la sposò a Stevensweert il 25 marzo 1748. Ebbero una sola figlia:
1. Vittoria Edvige Carolina (Stevensweert, 9 gennaio 1749 - Eger, 26 giugno 1841), sposò il 21 novembre Thomas de Mahy, marchese de Favras, ufficiale delle guardie personali del Conte di Provenza, poi re di Francia col nome di Luigi XVIII.

Il matrimonio fu dichiarato nullo dalla corte dell'Aia il 26 luglio 1757, ed i tentativi di Carlo Luigi e Benjamine di vedere riconosciuti alla propria figlia il titolo di Principessa di Anhalt vennero rigettati dal Reichshofrat on 11 May 1778; l'11 maggio 1778, così come il tentativo di ottenere il titolo di contessa di Anhalt (14 settembre 1780). Alla fine Carlo Luigi ottenne per la propria figlia il titolo di Baronessa di Bärenthal (tedesco: Freifrau von Bärenthal); tuttavia, alcune fonti nominano Vittoria Edvige Carolina come principessa di Anhalt-Bernburg-Schaumburg-Hoym.

### Secondo matrimonio
A Braunfels, il 12 dicembre 1765 Carlo Luigi sposò Amalia Eleonora (Braunfels, 22 novembre 1734 - Schaumburg, 19 aprile 1811), figlia di Federico Guglielmo, Principe di Solms-Braunfels. Ebbero cinque figli:
1. Vittorio II Carlo Federico, Principe di Anhalt-Bernburg-Schaumburg-Hoym (Schaumburg, 2 novembre 1767 Schaumburg, 22 aprile 1812) sposò Amalia di Nassau-Weilburg (7 agosto 1776 - 19 febbraio 1841) il 29 ottobre 1793.
2. Guglielmo Luigi (1771-1799).
3. Alessio Clemente (1772-1776).
4. Sofia Carlotta (1773-1774).
5. Carolina Ulrica (1775-1782).

## Ascendenza
|                                                       |                                            |                                                     | Genitori                                        |  |  | Nonni |  |  | Bisnonni                              |  |  | Trisnonni                           |  |
|                                                       |                                            |                                                     |                                                 |  |  |       |  |  | 8. Vittorio Amedeo di Anhalt-Bernburg |  |  | 16. Cristiano II di Anhalt-Bernburg |  |
|                                                       |                                            |                                                     |                                                 |  |  |       |  |  | 8. Vittorio Amedeo di Anhalt-Bernburg |  |  | 16. Cristiano II di Anhalt-Bernburg |  |
|                                                       |                                            | 17. Eleonora Sofia di Schleswig-Holstein-Sonderburg |                                                 |  |  |       |  |  | 8. Vittorio Amedeo di Anhalt-Bernburg |  |  |                                     |  |
| 4. Lebrecht di Anhalt-Zeitz-Hoym                      |                                            |                                                     |                                                 |  |  |       |  |  | 8. Vittorio Amedeo di Anhalt-Bernburg |  |  |                                     |  |
|                                                       |                                            | 9. Elisabetta del Palatinato-Zweibrücken-Veldenz    | 18. Federico del Palatinato-Zweibrücken-Veldenz |  |  |       |  |  |                                       |  |  |                                     |  |
|                                                       |                                            | 9. Elisabetta del Palatinato-Zweibrücken-Veldenz    | 18. Federico del Palatinato-Zweibrücken-Veldenz |  |  |       |  |  |                                       |  |  |                                     |  |
|                                                       |                                            | 9. Elisabetta del Palatinato-Zweibrücken-Veldenz    | 19. Anna Giuliana di Nassau-Saarbrücken         |  |  |       |  |  |                                       |  |  |                                     |  |
| 2. Vittorio I di Anhalt-Bernburg-Schaumburg-Hoym      |                                            | 9. Elisabetta del Palatinato-Zweibrücken-Veldenz    |                                                 |  |  |       |  |  |                                       |  |  |                                     |  |
|                                                       |                                            | 10. Adolfo di Nassau-Schaumburg                     | 20. Luigi Enrico di Nassau-Dillenburg           |  |  |       |  |  |                                       |  |  |                                     |  |
|                                                       |                                            | 10. Adolfo di Nassau-Schaumburg                     | 20. Luigi Enrico di Nassau-Dillenburg           |  |  |       |  |  |                                       |  |  |                                     |  |
|                                                       |                                            | 10. Adolfo di Nassau-Schaumburg                     | 21. Caterina di Sayn-Wittgenstein               |  |  |       |  |  |                                       |  |  |                                     |  |
| 5. Carlotta di Nassau-Schaumburg                      |                                            | 10. Adolfo di Nassau-Schaumburg                     |                                                 |  |  |       |  |  |                                       |  |  |                                     |  |
|                                                       |                                            | 11. Elisabetta Carlotta Melander di Holzappel       | 22. Pietro Melander di Holzappel                |  |  |       |  |  |                                       |  |  |                                     |  |
|                                                       |                                            | 11. Elisabetta Carlotta Melander di Holzappel       | 22. Pietro Melander di Holzappel                |  |  |       |  |  |                                       |  |  |                                     |  |
|                                                       |                                            | 11. Elisabetta Carlotta Melander di Holzappel       | 23. Agnese di Effern                            |  |  |       |  |  |                                       |  |  |                                     |  |
| 1. Carlo Luigi di Anhalt-Bernburg-Schaumburg-Hoym     |                                            | 11. Elisabetta Carlotta Melander di Holzappel       |                                                 |  |  |       |  |  |                                       |  |  |                                     |  |
|                                                       | 12. Giovanni Ludovico di Isenburg-Büdingen | 24. Volfango Enrico di Isenburg-Büdingen            |                                                 |  |  |       |  |  |                                       |  |  |                                     |  |
|                                                       | 12. Giovanni Ludovico di Isenburg-Büdingen | 24. Volfango Enrico di Isenburg-Büdingen            |                                                 |  |  |       |  |  |                                       |  |  |                                     |  |
|                                                       | 12. Giovanni Ludovico di Isenburg-Büdingen | 25. Maria Maddalena di Nassau-Wiesbaden             |                                                 |  |  |       |  |  |                                       |  |  |                                     |  |
| 6. Guglielmo Maurizio I di Isenburg-Büdingen-Birstein | 12. Giovanni Ludovico di Isenburg-Büdingen |                                                     |                                                 |  |  |       |  |  |                                       |  |  |                                     |  |
|                                                       |                                            | 13. Luisa di Nassau-Dillenburg                      | 26. Luigi Enrico di Nassau-Dillenburg           |  |  |       |  |  |                                       |  |  |                                     |  |
|                                                       |                                            | 13. Luisa di Nassau-Dillenburg                      | 26. Luigi Enrico di Nassau-Dillenburg           |  |  |       |  |  |                                       |  |  |                                     |  |
|                                                       |                                            | 13. Luisa di Nassau-Dillenburg                      | 27. Caterina di Sayn-Wittgenstein               |  |  |       |  |  |                                       |  |  |                                     |  |
| 3. Carlotta Luisa di Isenburg-Büdingen-Birstein       |                                            | 13. Luisa di Nassau-Dillenburg                      |                                                 |  |  |       |  |  |                                       |  |  |                                     |  |
|                                                       |                                            | 14. Giovanni Ernesto di Isenburg-Büdingen           | 28. Volfango Ernesto I di Isenburg-Büdingen     |  |  |       |  |  |                                       |  |  |                                     |  |
|                                                       |                                            | 14. Giovanni Ernesto di Isenburg-Büdingen           | 28. Volfango Ernesto I di Isenburg-Büdingen     |  |  |       |  |  |                                       |  |  |                                     |  |
|                                                       |                                            | 14. Giovanni Ernesto di Isenburg-Büdingen           | 29. Giuliana di Sain-Wittgenstein               |  |  |       |  |  |                                       |  |  |                                     |  |
| 7. Anna Amalia di Isenburg-Büdingen                   |                                            | 14. Giovanni Ernesto di Isenburg-Büdingen           |                                                 |  |  |       |  |  |                                       |  |  |                                     |  |
|                                                       |                                            | 15. Maria Carlotta di Erbach-Schönberg              | 30. Giorgio Alberto I di Erbach-Schönberg       |  |  |       |  |  |                                       |  |  |                                     |  |
|                                                       |                                            | 15. Maria Carlotta di Erbach-Schönberg              | 30. Giorgio Alberto I di Erbach-Schönberg       |  |  |       |  |  |                                       |  |  |                                     |  |
|                                                       |                                            | 15. Maria Carlotta di Erbach-Schönberg              | 31. Maddalena di Nassau-Dillenburg              |  |  |       |  |  |                                       |  |  |                                     |  |
|                                                       |                                            | 15. Maria Carlotta di Erbach-Schönberg              |                                                 |  |  |       |  |  |                                       |  |  |                                     |  |